# Otto Eicke
Eduard Max Otto Eicke (* 7. April 1889 in Plauen bei Dresden; † 25. Dezember 1945 im sowjetischen Speziallager Bautzen) war ein deutscher Schriftsteller und Verlagsredakteur.

## Leben
Eicke lebte in Dresden, später im Klotzscher Villenortsteil Königswald.
Otto Eicke war Lektor im Dresdner Münchmeyer-Verlag und wechselte 1918 zum Karl-May-Verlag in Radebeul, wo er als Bearbeiter an der Herausgabe der Gesammelten Werke Karl Mays mitwirkte und Beiträge zu den Karl-May-Jahrbüchern lieferte. Eicke war überzeugter Nationalsozialist und seine Bearbeitungen der May-Texte sind antisemitisch und tendenziös geprägt. Nach 1945 wurden die Eickeschen Bearbeitungen der Werke durch den Karl-May-Verlag sukzessive rückbearbeitet.
Während der 1920er Jahre verfasste Otto Eicke eine große Zahl von erzählerischen Werken, vor allem Kriminal- und Sittenromane, die meist in Heftform erschienen. Von 1920 bis 1922 fungierte er auch als Herausgeber zahlreicher Lieferungen des im Dresdner Mignon-Verlag erscheinenden Kolportage-Werks Der neue Excentric Club um den Abenteurer Percy Stuart.

## Werke
- Das alte Lied, Dresden 1920
- Alte Schuld, Dresden 1920
- Die Erbin, Dresden 1920
- Das Geheimnis der Mühle, Heidenau-Nord 1920
- Hannele, Dresden 1920
- Hinter den Diamant-Boys, Dresden 1920
- Im Lande der Azteken, Dresden 1920
- Old King, der Trapper, Dresden 1920
- Das verlorene Ich, Dresden 1920
- Das bunte Land, Dresden-A. 1921
- Dunkle Pläne, Dresden 1921
- Eberhard Kraffts Jugend, Dresden 1921
- Der Einsiedler von Santa Maria, Dresden 1921
- Die Geschwister, Dresden 1921
- Heimatlos, Dresden 1921
- Die Juwelen von St. Hubertus, Dresden 1921
- Die Million des Grafen von Zehlen, Heidenau-Nord 1921
- Der Mord in der Villa Irene, Dresden 1921
- Nur ein Spinnwebfaden, Dresden 1921
- Salome, Dresden 1921
- Sein Meisterstück, Dresden 1921
- Um ein Blatt Papier, Dresden 1921
- Die Welt des Scheins, Dresden 1921
- Wie er sie wiederfand, Dresden 1921
- Die Blumenlore, Dresden 1922
- Das Geheimnis der Tänzerin, Dresden 1922
- Das große Los, Dresden 1922
- Ihr rätselhafter Tod, Dresden 1922
- Li-Tai-Tse, Dresden 1922
- Die Tigerschlange, Dresden 1922
- Die Todesgöttin von Gangotri, Dresden 1922
- Das Gespenst vom Tollenstein, Dresden 1923
- Rätsel der Sphinx, Dresden 1923
- Ans Vaterland, ans teure …!, Dresden-Niedersedlitz 1924
- … daß du ein Deutscher bist!, Dresden-Niedersedlitz 1924
- Der Ndjaro, Dresden 1924
- Was du ererbt von deinen Vätern hast …!, Dresden-Niedersedlitz 1924
- Fürchte die Toten, Berlin 1925
- Der Einbruch auf Ulmenried, Heidenau 1926
- Gräfin Gisela, Heidenau 1926
- Hathor, die Liebesprinzessin der Pharaonenzeit, Heidenau 1926
- Jacobe von Baden, die unglückliche Herzogin von Jülich, Heidenau 1926
- Die schöne Sünderin, Heidenau 1926
- Christine Wilhelmine von Grävenitz, die Geliebte des Herzogs Eberhard Ludwig von Württemberg, Heidenau b. Dresden 1927
- Frau de Marbouty, der Page Balzacs, Heidenau b. Dresden 1927
- In argem Verdacht, Heidenau b. Dresden 1927
- Der Mann ohne Gedächtnis, Heidenau b. Dresden 1927
- Moderne Strauchdiebe, Heidenau b. Dresden 1927
- Der Schatzgräber, Heidenau b. Dresden 1927
- Um eine Tänzerin, Heidenau bei Dresden 1927
- Der verlorene Sohn, Heidenau b. Dresden 1927
- Ein Wunder, Heidenau b. Dresden 1927
- Der Brandstifter, Heidenau bei Dresden 1928
- Gift!, Heidenau b. Dresden 1929
- Die Höllenmaschine, Heidenau b. Dresden 1929
- Meister gegen Meister, Heidenau b. Dresden 1929
- Spionage, Heidenau b. Dresden 1929
- Das Wunder, Heidenau b. Dresden 1929
- Die Juwelen des Maharadscha, Heidenau bei Dresden 1930
- Die Jungen der Zwillingsgasse, Berlin 1935
- Die Tochter vom Finkhof, Berlin 1935
- Wie Heini das Glück fand, Berlin 1935
- Weiße Rosen, Berlin 1939
- Die Verschwörung der Schatten, Bamberg 2015 [posthum herausgegeben]

## Herausgeberschaft
- Karl May: Das Buschgespenst, Radebeul 1935 (herausgegeben zusammen mit Euchar Albrecht Schmid)
- Karl May: Der Fremde aus Indien, Radebeul 1939 (herausgegeben zusammen mit Euchar Albrecht Schmid)